# Scooby-Doo! Masca Șoimului Albastru
Scooby-Doo! Masca Șoimului Albastru (în engleză Scooby-Doo! Mask of the Blue Falcon) este un film animat de acțiune și comedie direct-pe-video, și al nouăsprezecea în seria de filme direct-pe-video Scooby-Doo. Filmul reprezintă un crossover cu Șoimul Albastru și Dynomutt, Câinele Minune.
Filmul și-a început producția în 2012 și ulterior a fost lansat în 26 februarie 2013 de Warner Premiere. În același an a fost lansat și în România de subtitrat în română, și tot în luna februarie. De asemenea în România a avut premiera televizată pe canalul Boomerang în 13 martie 2016.

## Premisă
Scooby-Doo și trupa lui abia așteaptă să asiste la o convenție de benzi desenate. Cei mai nerăbdători sunt Scooby și Shaggy. Șansa de a vedea un nou film inspirat de aventurile Șoimului Albastru, supereroul lor favorit, e prea bună ca s-o refuze. Însă ficțiunea devine realitate, pentru că hidosul Domn Hyde, un ticălos din serialul TV clasic Șoimul Albastru, prinde viață și încearcă să distrugă festivitățile. E timpul ca Echipa Misterelor să urmeze indiciile și să prindă monstrul în capcană. Trebuie să rezolve misterul înainte ca personajul negativ să distrugă convenția și premiera de film.

## Legături externe
- Scooby-Doo! Masca Șoimului Albastru la Internet Movie Database